# Kimi ga Shinu made Koi o Shitai
Kimi ga Shinu made Koi o Shitai (japonês: きみが死ぬまで恋をしたい, lit.  "Quero te Amar até a Tua Morte") é uma série de mangá japonesa yuri escrita e ilustrada por Aono Nachi. Foi serializada na Comic Yuri Hime da Ichijinsha de agosto de 2018 a dezembro de 2019, após ser transferida para serialização on-line na PixivYurihime e na Ichijin Plus. Foi anunciada uma adaptação da série de televisão para anime produzida pela Roll2.

## Sinopse
Em uma escola que acolhe crianças órfãs e as cria para serem armas mágicas de guerra, em uma manhã, Sheena Totsuki, de 14 anos, perde repentinamente sua colega de quarto. Sheena reprime sua dor e tenta se mostrar forte, até que, mais tarde naquela noite, uma garota coberta de sangue se aproxima dela. Apesar de seus ferimentos, a garota continua alegre, para confusão de Sheena. No dia seguinte, a garota se junta à turma de Sheena como uma nova aluna e se apresenta como Mimi Kagari, enquanto Sheena descobre que há rumores de que Mimi é a arma secreta da escola, já que ela é aparentemente incapaz de morrer. As duas se tornam companheiras de quarto e se aproximam, apesar de suas diferentes perspectivas sobre a situação na escola.

## Personagens
Sheena Totsuki (トツキ シーナ, Totsuki Shīna)
Voz de: Rie Takahashi
Mimi Kagari (カガリ ミミ, Kagari Mimi)
Voz de: Rina Hidaka
Lizzy Seiran (リジィ セイラン, Rīji Seiran)
Voz de: Asami Seto
Ali Maud (モード アリ, Mōdo Ari)
Voz de: Yui Ishikawa

## Mídias

### Mangá
Escrita e ilustrada por Aono Nachi, Kimi ga Shinu made Koi o Shitai foi serializada na Comic Yuri Hime da Ichijinsha de agosto de 2018 a dezembro de 2019, antes de passar para a serialização on-line na página PixivYurihime no site Pixiv Comic e na Ichijin Plus. A série foi coletada em oito volumes tankōbon até março de 2025.
| N.º | Data de lançamento      | ISBN                                     |
| --- | ----------------------- | ---------------------------------------- |
| 1   | 18 de janeiro de 2019   | 978-4-7580-7898-6                        |
| 2   | 18 de julho de 2019     | 978-4-7580-7964-8                        |
| 3   | 31 de julho de 2020     | 978-4-7580-2147-0                        |
| 4   | 30 de junho de 2021     | 978-4-7580-2267-5                        |
| 5   | 30 de abril de 2022     | 978-4-7580-2399-3 978-4-7580-2400-6 (EE) |
| 6   | 25 de janeiro de 2023   | 978-4-7580-2497-6                        |
| 7   | 29 de fevereiro de 2024 | 978-4-7580-2648-2                        |
| 8   | 17 de março de 2025     | 978-4-7580-2865-3                        |

### Anime
Uma adaptação para série de televisão em anime foi anunciada em 2 de março de 2025. A série será produzida pela Roll2 e dirigida por Takudai Kakuchi, com Yasushi Tomoda atuando como assistente de direção, Jukki Hanada cuidando da composição da série, Kyoko Yufu desenhando os personagens e Yukari Hashimoto compondo a música.

## Recepção
Kimi ga Shinu made Koi o Shitai foi indicado para o Next Manga Award de 2019 na categoria de mangá impresso. Também foi apresentado na lista "You Should Read This Manga" de 2024 do MyAnimeList na categoria Unique Art/Story.